# Письменность лаху
Письменность лаху — письменность, используемая для записи языков лаху, распространённых в Китае, Лаосе, Мьянме и Таиланде. Согласно современным классификациям к языкам лаху относятся два языка — лаху-на (язык чёрных лаху) и лаху-си (язык жёлтых лаху).
Широкая география распространения лаху, а также исторические события XX века, определили создание и развитие нескольких систем для записи языков лаху, почти все из которых базируются на латинской графической основе. В настоящее время для записи языков лаху используются следующие латинизированные алфавиты:
- «Протестантский алфавит» — среди чёрных лаху-протестантов Мьянмы и Таиланда и жёлтых лаху Лаоса и Таиланда.
- «Католический алфавит» — среди чёрных лаху-католиков в Мьянме
- Алфавит на основе пиньиня — среди чёрных лаху Китая

## Протестантский алфавит
Первый алфавит для лаху был разработан в Бирме протестантскими миссионерами Антисделом и Тилби (C. B. Antisdel, H. H. Tilbe) из США. Они начали работу над созданием алфавита для чёрных лаху в 1906 году, а в 1908 году опубликовали на нём первую книгу. Этот алфавит базировался на латинской графической основе и включал только знаки стандартной латиницы. В первой версии этого алфавита тона не обозначались. В 1917 году каренский деятель По Тун доработал этот алфавит, введя в него знаки для обозначения тонов, которые ставились после соответствующего слога. C 1921 года этот алфавит распространился также у лаху Китая. В 1950 и 1962 годах в протестантский алфавит были внесены некоторые изменения. В настоящее время он является основным алфавитом для чёрных лаху Мьянмы и Таиланда.
В 1982 году беженцы-жёлтые лаху из Лаоса, проживавшие в США, разработали орфографию для записи своего языка, также базирующуюся на основе протестантского алфавита. Вскоре она нашла применение и среди жёлтых лаху Юго-Восточной Азии. В то же время зачастую чёрные лаху считают, что жёлтым лаху собственная орфография не нужна и им лучше пользоваться более устоявшейся и более широко распространённой орфографией чёрных лаху.
Для обозначения инициалей протестантский алфавит использует знаки p, ph, b, m, f, v, pf, hpf, bv, mv, w, t, ht, d, n, ny, l, ts, tc, tz, s, z, c, ch, j, sh, y, k, hk, g, ng, h, g', k', hk', для обозначения финалей — i, e, eh, a, u, aw, o, ui, uh, ya, yao, yu, ai, ao, wi, aweh. Тона обозначаются знаками ˉ ˅ ˯ _ ˄ ˰ после финалей. До 1950 года для обозначения среднего тона использовался знак : (сейчас не обозначается), а низкий тон не обозначался (сейчас обозначается знаком _).

## Католический алфавит
В 1930-е годы католические миссионеры в Бирме разработали свой вариант письменности для лаху. Этот алфавит имел много общих черт с протестантским алфавитом, но в обозначении финалей были весьма существенные различия. Широкого распространения католический алфавит не получил, но используется и поныне среди лаху-католиков в Мьянме.
Для обозначения инициалей католический алфавит использует знаки q, qh, k, kh, g, ng, c, tc, ch, ts, j, dz, t, th, d, n, gn, p, pf, ph, phf, b, bv, m, mv, h, gh, sh, s, y, z, f, v, l, для обозначения финалей — a, e, ë, è, i, o, ö, ò, u, ü, ae, ao. Тона обозначаются, как и в протестантском алфавите, знаками после финалей — _ ⌏ ⌍ ˯ ˄ ˰.

## Алфавит на основе пиньиня
В Китайской Народной Республике в 1952 году были закрыты все иностранные христианские миссии в районе проживания лаху. После этого было решено реформировать существующий протестантский алфавит. Работы над новым вариантом письменности начались в 1953 году. После рассмотрения нового алфавита китайскими и советскими учёными, а также органами власти, он был утверждён в марте 1957 года. Графической основой нового алфавита стала официальная система романизации китайского письма — пиньинь. Важнейшим отличием от протестантского алфавита стало обозначение тонов не специальными значками, а буквами l d q r t f после слога. Из-за «культурной революции» и её последствий в 1964—1980 годах письменность лаху в КНР не функционировала, но потом вновь была возрождена. В 1989 году в этот алфавит были внесены небольшие изменения. В настоящее время он является официальным для лаху Китая и содержит 26 букв стандартного латинского алфавита.
Для обозначения инициалей «китайский» алфавит использует знаки p, ph, b, m, f, v, w, t, ht, d, n, l, z, zh, dz, s, r, c, ch, j, sh, y, k, hk, g, ng, h, x, q, qh, для обозначения финалей — i, e, ie, a, u, aw, o, eu, eo, -i, -eu, -u, ia, iao, iu, ei, ai, ao, ui, uai, ou (знак eo введён в алфавит в 1989 году). Тона обозначаются буквами l, d, q, r, t, f, стоящими после слога (знак f для обозначения тона введён в 1989 году).

## Другие алфавиты
В 1920-е годы местный протестантский священник Дуан Ди (Duang Dee) разработал алфавит лаху на основе письма ланна. На этом алфавите в 1925 году вышло Евангелие, но дальнейшего распространения эта письменность не получила.
Ещё один алфавит, на смешанной графической основе, был разработан для лаху Китая советским учёным Г. П. Сердюченко в 1957 году. Признания со стороны властей он так и не получил. Этот алфавит имел следующие буквы: A a, B b, Ƃ ƃ, C c, D d, Ƌ ƌ, E e, F f, G g, Г г, H h, I i, J j, K k, L l, M m, N n, O o, P p, Q q, R r, S s, T t, U u, V v, Ɵ ө, X x, Y y, Z z, З з.

## Таблица соответствия алфавитов
Составлено по:
Инициали:
| Прот. | Катол. | КНР | МФА   | Прот. | Катол. | КНР | МФА        | Прот. | Катол. | КНР | МФА    |
| ----- | ------ | --- | ----- | ----- | ------ | --- | ---------- | ----- | ------ | --- | ------ |
| p     | p      | p   | [p]   | ht    | th     | th  | [th]       | sh    | sh     | sh  | [ɕ, ʃ] |
| hp    | ph     | ph  | [ph]  | d     | d      | d   | [d]        | y     | y      | y   | [ʑ, ʒ] |
| b     | b      | b   | [b]   | n/ny  | n/gn   | n   | [n, ɲi]    | k     | k      | k   | [k]    |
| m     | m      | m   | [m]   | l     | l      | l   | [l]        | hk    | kh     | kh  | [kʰ]   |
| f     | f      | f   | [f]   | ts    | ts     | z   | [ts]       | g     | g      | g   | [g]    |
| v     | v      | v   | [v]   | tc    | tc     | zh  | [tsh]      | ng    | ng     | ng  | [ŋ]    |
| pf    | pf     | -   | [pɣ]  | tz    | dz     | dz  | [dz]       | h     | h      | h   | [x]    |
| hpf   | phf    | -   | [phɣ] | s     | s      | s   | [s]        | g'    | gh     | x   | [ɣ]    |
| bv    | bv     | -   | [bɣ]  | z     | z      | r   | [z]        | k'    | q      | q   | [q]    |
| mv    | mv     | -   | [ɱɣ]  | c     | c      | c   | [tɕ, tʃ]   | hk'   | qh     | qh  | [qʰ]   |
| w     | -      | w   | [w]   | ch    | ch     | ch  | [tɕʰ, tʃʰ] |       |        |     |        |
| t     | t      | t   | [t]   | j     | j      | j   | [dʑ, dʒ]   |       |        |     |        |

Финали:
| Прот. | Катол. | КНР | МФА | Прот. | Катол. | КНР | МФА | Прот. | Катол. | КНР | МФА   | Прот. | Катол. | КНР | МФА   |
| ----- | ------ | --- | --- | ----- | ------ | --- | --- | ----- | ------ | --- | ----- | ----- | ------ | --- | ----- |
| i     | i      | i   | [i] | o     | o      | o   | [u] | ya    | ?      | ia  | [iɐ]  | wi    | ?      | ui  | [ui]  |
| e     | e      | e   | [e] | ui    | ü      | eu  | [ɯ] | yao   | ?      | iao | [iɐo] | -     | ?      | ua  | [uɐ]  |
| eh    | è      | ie  | [ɛ] | eu    | ë      | eo  | [ɤ] | yu    | ?      | iu  | [io]  | aweh  | -      | uai | [uɐi] |
| a     | a      | a   | [ɐ] | uh    | ö      | -i  | [ɾ] | -     | ?      | ei  | [ei]  | -     | ?      | ou  | [ou]  |
| u     | u      | u   | [ʉ] | ui    | ü      | -eu | [ɯ] | ai    | ae     | ai  | [ɐi]  |       |        |     |       |
| aw    | ò      | aw  | [ɔ] | uh    | ö      | -u  | [ʏ] | ao    | ao     | ao  | [ɐo]  |       |        |     |       |

Тона (для протестантского и католического алфавитов даны в сочетании с буквой a):
| Тон                | Прот.     | Катол.    | КНР       |
| ------------------ | --------- | --------- | --------- |
| Средний            | не обозн. | a_        | не обозн. |
| Средний восходящий | aˉ        | a⌏        | q         |
| Высокий нисходящий | a˅        | a⌍        | d         |
| Средний нисходящий | a˯        | a˯        | l         |
| Низкий             | a_        | не обозн. | f         |
| Высокий сдержанный | a˄        | a˄        | t         |
| Низкий нисходящий  | a˰        | a˰        | r         |

## Примеры текстов
Протестантский алфавит

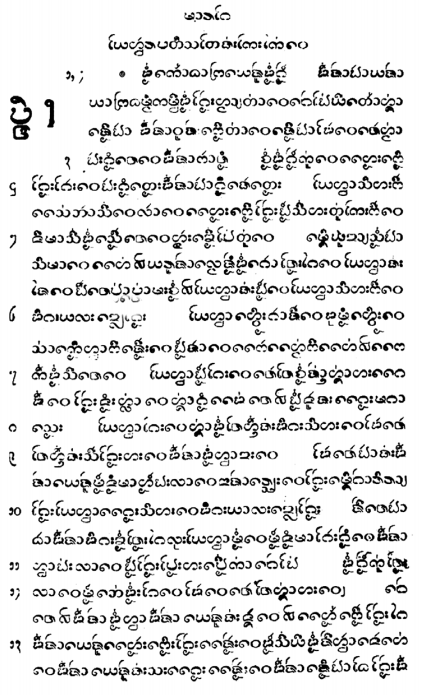
Текст на языке лаху письмом ланна

Aˍbraˍhanˍ ve awˬ yaˇ lehˬ Iˉ caˆ yoˬ. Iˉcaˆ ve awˬ yaˇ lehˬ, Yaˍkoˆ yoˬ. Yaˍkoˆ ve awˬ yaˇ lehˬ, Yuˇda˰ leh yawˇ ve awˬ viˉ awˬ nyi teˇ hpaˍ yoˬ. Yuˇda˰ ve awˬ yaˇlehˬ, awˬ miˇ ma Taˍmaˍ lo paw la ve Hpaˍrehˆ leh Seˍraˆ yoˬ. Hpaˍrehˆ ve awˬ yaˇ lehˬ Heˍsaˍronˍ yoˬ. Heˍsaˍronˍ ve awˬ yaˇ lehˬ Aˍranˍ yoˬ. Aˍranˍ ve awˬ yaˇ lehˬ Aˍmiˆnaˍdaˆ yoˬ. Aˍmiˆnaˍdaˆ ve awˬ yaˇ lehˬ, Naˍsonˍ yoˬ. Naˍson ve awˬ yaˇ lehˬ, Saˍlaˍmonˍ yoˬ. Saˍlaˍmonˍ ve awˬ yaˇ lehˬ, awˬ miˇ ma Raˍhkaˆ lo paw la ve Bawˇzaˆ yoˬ. Bowˇzaˆ ve awˬ yaˇ lehˬ, awˬ miˇ ma Ruˉhtaˆ lo paw la ve Awˇbehˆ yoˬ. Awˇbehˆ ve awˬ yaˇ lehˬ hkunˉhawˉhkanˇ Daˍviˆ yoˬ.
Алфавит, принятый в КНР
Awlkheuq peuf thad kar Tawdkhawd cawl taf ve yol. Tawdkhawd od ve xeulsha gie chied lie, Tawdkhawd od ve liel xeulsha phier ve yol.
«Смешанный алфавит»
Libau lie Lahөzhe himir hei chield vei cho yө. 1950 xor Gochint tad yo Lahөzhe oda del lie Bezhi lө qai lie Mau zhushi tar oli zha dad bid vei yө. Belie xa el vel vied lөq vei gөcha zhigua shioshiau tar zha ni daq lie zhibu el jad, axo qorla xorno gadei gar zhizhi jad.